# Гармонічна четвірка

Приклад гармонічної четвірки точок A, B, C і D.

Гармонічна четвірка точок — четвірка точок на проєктивній прямій, подвійне відношення яких {\displaystyle (ABCD)=-1}. В цьому випадку кажуть також, що точки {\displaystyle C} і {\displaystyle D} гармонічно спряжені відносно {\displaystyle A,B} і пишуть {\displaystyle H(AB,CD)}.
Гармонічна четвірка прямих — четвірка прямих {\displaystyle a,b,c,d} у проєктивній площині, що проходять через одну точку {\displaystyle S}, для яких будь-яка четвірка точок {\displaystyle A,B,C,D}, така, що {\displaystyle A\in a,B\in b,C\in c,D\in d}, що знаходяться на одній прямій, є гармонічною. В цьому випадку пишуть {\displaystyle H(ab,cd)}.

## Властивості
- Якщо гармонічну четвірку прямих перетинає пряма, то на цій прямій утворюється гармонічна четвірка точок.
- На кожній стороні повного чотиривершинника є гармонічна четвірка точок.
- На кожній діагоналі повного чотиривершинника є гармонічна четвірка точок.

## Побудова

A, B, C, D — гармонічна четвірка точок.

Для будь-яких трьох точок, що лежать на одній прямій, користуючись гармонічними властивостями повного четиривершинника, можна побудувати четверту точку так, що вийде гармонічна четвірка точок. А саме, точки перетину поротилежних сторін повного чотиривершинника і точки перетину діагоналей з прямою, що проходить через ці точки, утворюють гармонічну четвірку точок.

## Гармонічна четвірка на розширеній евклідовій площині
- Якщо точка {\displaystyle D_{\infty }} невласна, то четвірка {\displaystyle A,B,C,D_{\infty }} є гармонічною, якщо {\displaystyle C} — середина відрізка {\displaystyle AB}.
- Якщо {\displaystyle ABCD} — повний чотиривершинник і його діагональні точки {\displaystyle P_{\infty },Q_{\infty }} — невласні, то на розширеній евклідовій площині {\displaystyle ABCD} — паралелограм, а з його гармонічних властивостей випливає, що точка перетину його діагоналей ділить їх навпіл.
- Якщо {\displaystyle ABCD} — повний чотиривершинник, у якого одна діагональна точка {\displaystyle R_{\infty }=BC\cap AD} — невласна, {\displaystyle P=AB\cap CD,Q=AC\cap BD}, то на розширеній евклідовій площині {\displaystyle ABCD} — трапеція, а з його гармонічних властивостей випливає, що {\displaystyle PQ} ділить {\displaystyle AD} навпіл.